# Ricardo Esteves
Ricardo Filipe Santos Esteves, meglio noto come Ricardo Esteves o semplicemente Esteves (Lisbona, 16 settembre 1979) è un ex calciatore portoghese, di ruolo difensore o centrocampista.

## Caratteristiche tecniche
Giocava principalmente da terzino destro, ma veniva spesso impiegato anche come trequartista.

## Carriera

### Gli inizi in Portogallo
Cresciuto nelle giovanili del Benfica, inizia la sua carriera nella stagione 1998-1999 in prestito all'Oriental de Lisboa. L'anno successivo ritorna alle aquile giocando però solo nella squadra riserve.
Nel 2000 viene mandato in prestito dapprima al Vitória Setúbal e poi all'Alverca; il 1º gennaio successivo torna al Benfica, stavolta in prima squadra, collezionando 10 presenze.
Nel mercato invernale del 2002 va in prestito al Braga, per poi passare al Nacional. Due anni dopo si trasferisce al Paços Ferreira.

### L'arrivo in Italia
Prima dell'inizio della stagione 2004-2005 viene acquistato dalla Reggina, club di Serie A. Dopo una stagione passa in prestito al Vicenza in Serie B, prima di ritornare alla squadra amaranto, nella quale rimane fino al 2007.

### Fine carriera
Esteves conclude la sua carriera tra Marítimo in Portogallo, Asteras Tripolīs in Grecia, Seoul in Corea del Sud e Dalian Shide in Cina.

## Onorificenze

### Cittadinanza onoraria
Dal 27 maggio 2007 è cittadino onorario della città di Reggio Calabria.